# Romulea eburnea
Romulea eburnea är en irisväxtart som beskrevs av John Charles Manning och Peter Goldblatt. Romulea eburnea ingår i släktet Romulea och familjen irisväxter. Inga underarter finns listade i Catalogue of Life.